# 段接华
段接华（1928年—），白族，云南省大理市人，中华人民共和国政治人物。

## 生平
1949年，参加工作。1956年，加入中国共产党，曾任瑞丽县财政科长、瑞丽县副县长、弄岛公社党委书记兼革委主任、中共瑞丽县委副书记、县纪委书记。1965年，当选政协瑞丽县第五届委员会常委。1980年7月至1984年7月，出任政协瑞丽县委员会第六届主席。